# Pinet, Hérault
Pinet este o comună în departamentul Hérault din sudul Franței. În 2009 avea o populație de 1.351 de locuitori.

## Evoluția populației
| An        | 1975 | 1982 | 1990 | 1999 | 2006  | 2009  |
| --------- | ---- | ---- | ---- | ---- | ----- | ----- |
| Populație | 805  | 827  | 904  | 990  | 1.205 | 1.351 |